# Heinrich Seher

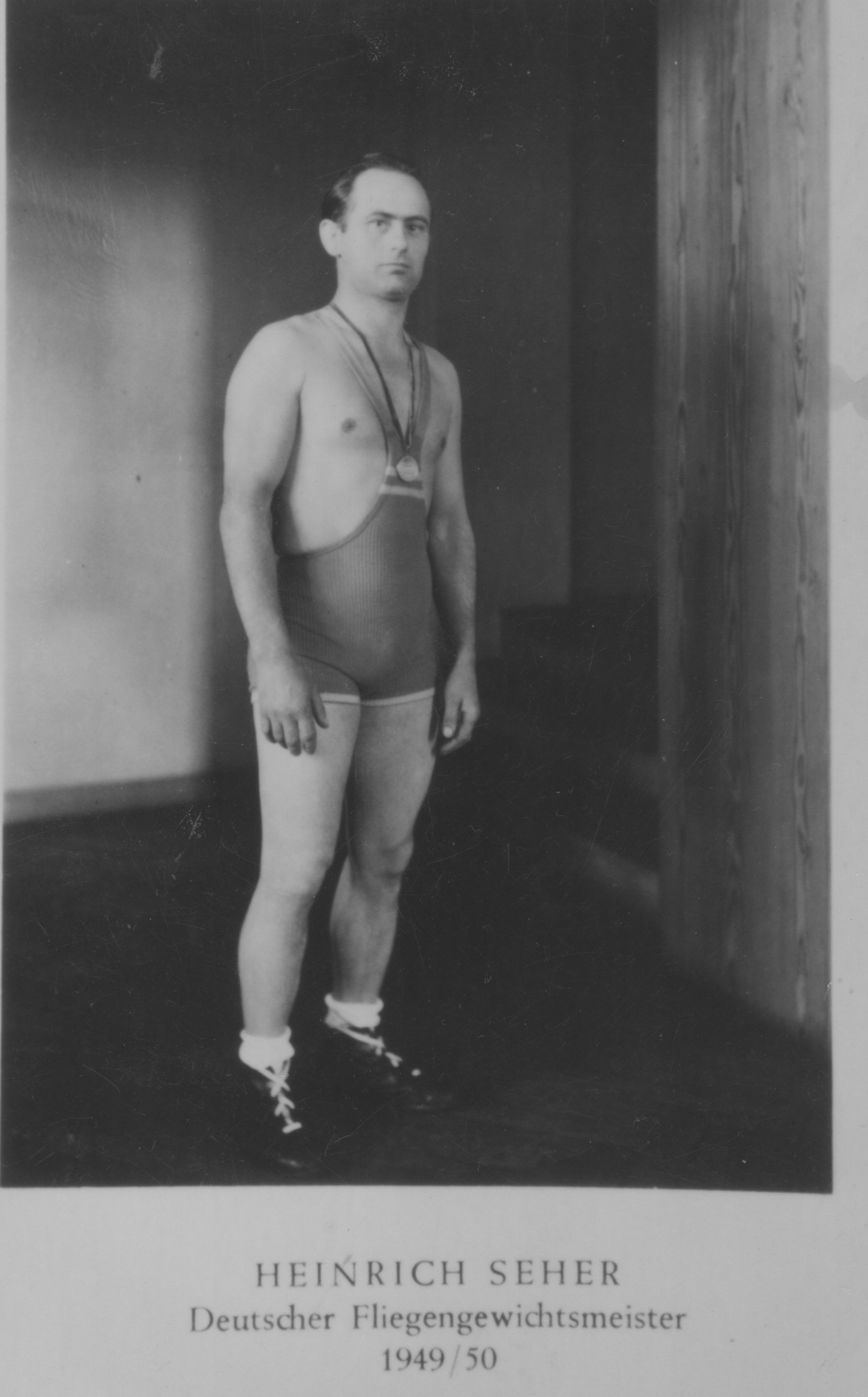
Heinrich Seher (ca. 1950)

Heinrich Seher (* 18. September 1918 in Köln-Deutz; † 3. Januar 2004 in Köln) war ein deutscher Ringer. Er war Mitglied des AC Mülheim 1892 e. V. und wurde 1949 deutscher Meister im Freistil-Fliegengewicht.